# Kanton Givry-en-Argonne
Kanton Givry-en-Argonne (fr. Canton de Givry-en-Argonne) byl francouzský kanton v departementu Marne v regionu Champagne-Ardenne. Tvořilo ho 23 obcí. Zrušen byl po reformě kantonů 2014.

## Obce kantonu
- Auve
- Belval-en-Argonne
- Les Charmontois
- Le Châtelier
- Le Chemin
- Contault
- Dampierre-le-Château
- Dommartin-Varimont
- Éclaires
- Épense
- Givry-en-Argonne
- Herpont
- La Neuville-aux-Bois
- Noirlieu
- Rapsécourt
- Remicourt
- Saint-Mard-sur-Auve
- Saint-Mard-sur-le-Mont
- Saint-Remy-sur-Bussy
- Sivry-Ante
- Somme-Yèvre
- Tilloy-et-Bellay
- Le Vieil-Dampierre